# TV-året 2014

## Händelser

### Januari
- 23 januari – Teracom meddelade att man skulle testsända TV-program i 4K (3840x2160, även kallat Ultra HD) i det digitala marknätet fram till mars 2014 via Nackamasten i Stockholm [1].

### Mars
- 29 mars – TV4-Gruppen lägger ner TV-kanalen TV4 Sport Xtra, och lanserar TV12 [2].

## TV-program
- Eurovision Song Contest
- Junior Eurovision Song Contest
- Melodifestivalen
- Mästarnas mästare, sjätte säsongen.
- Piratskattens hemlighet, SVT:s julkalender.
- Talang Sverige 2014
- Idol 2014
- 20 minuter

## TV-seriestarter

### SVT
- 18 mars: Saknad[3]

### Kanal 5
- 23 januari: En clown till kaffet[4]
- 27 januari: En stark äventyrsresa med Morgan & Ola-Conny[5]

## Avlidna
- 15 januari – Roger Lloyd-Pack, 69, brittisk skådespelare (Ett herrans liv).[6]
- 3 februari – Richard Bull, 89, amerikansk skådespelare (Lilla huset på prärien).
- 1 mars – Suzanne Täng, 74, svensk undertextare.[7]
- 29 mars – Birgitta Valberg, 97, svensk skådespelare (En handelsresandes död, Dubbelsvindlarna, Studierektorns sista strid, Storstad).[8]
- 30 mars – Kate O'Mara, 74, brittisk skådespelare (Arvingarna, Dynastin).[9]
- 9 juni – Rik Mayall, 56, brittisk komiker och skådespelare (Hemma värst, Parlamentets svarta får, Bottom).[10]
- 12 juni – Gunnel Linde, 89, svensk författare, tecknare och producent (Pellepennan och Suddagumman, Löjliga familjerna, Den vita stenen, Rädda Joppe – död eller levande).[11]
- 14 juni – Francis Matthews, 86, brittisk skådespelare (Paul Temple).
- 11 juli – Carin Mannheimer, 79, svensk manusförfattare och regissör (Lära för livet, Svenska hjärtan, Solbacken: Avd. E, Saltön).[12]
- 19 juli – James Garner, 86, amerikansk skådespelare (Rockford tar över).[13]
- 5 augusti – Hans V. Engström, 65, svensk skådespelare (Rederiet).[14]
- 8 december – Olle Rossander, 70, svensk journalist och kommentator (Rapport, Aktuellt, Agenda).[15]

### Fotnoter
1. ↑  ”Boxer och Teracom testsänder Ultra HD i marknätet”. Teracom. Arkiverad från originalet den 26 augusti 2014. https://web.archive.org/web/20140826115029/http://www.teracom.se/press/Pressmeddelanden-20141/Boxer-och-Teracom-testsander-Ultra-HD-i-marknatet/. Läst 24 augusti 2014.
2. ↑  http://www.tv4gruppen.se/Templates/TV4Gruppen/Pages/StandardPage.aspx?id=7806&epslanguage=sv
3. ↑  SVT:s hemsida (läst 7 april 2014)
4. ↑  ”Får hoppas att vi inte blir för nördiga”, Aftonbladet, 2013-12-04
5. ↑  Stjärnspäckat i Kanal 5 i vår Arkiverad 11 december 2013 hämtat från the Wayback Machine., Kanal5, läst 2013-12-06
6. ↑  Harry Potter-skådisen död i cancer, Aftonbladet 17 januari 2014
7. ↑  Dödsannons i Svenska Dagbladet 15 mars 2014 sid.34
8. ↑  Skådespelaren Birgitta Valberg har avlidit, SVT Nyheter 31 mars 2014
9. ↑  Dynasty and Triangle star Kate O'Mara dies aged 74
10. ↑  Komikern Rik Mayall död, SVT Nyheter 9 juni 2014
11. ↑  ”Gunnel Linde har avlidit”. Dagens Nyheter. http://www.dn.se/kultur-noje/nyheter/gunnel-linde-har-avlidit/. Läst 22 juni 2014.
12. ↑  Carin Mannheimer har avlidit, SVT Nyheter 13 juli 2014
13. ↑  Skådespelaren James Garner död, SVT Nyheter 20 juli 2014
14. ↑  Skådespelaren Hans V. Engström är död, SVT Nyheter 13 augusti 2014
15. ↑  Ekonomijournalisten Olle Rossander har avlidit, Sveriges Radio P4 Väst, 13 december 2014